# Género periodístico
El género periodístico es un estilo reciente de información, aparecido en el siglo XIX, caracterizado por su fuente de difusión: los medios modernos y la prensa escrita. Algunos de los textos de opinión se pueden considerar periodismo literario, atendida su elaboración formal y la presencia del punto periodístico se puede definir en función del papel que juega el emisor del mensaje en relación con la realidad observada.
Se pueden dividir en tres grandes grupos o subgéneros: los textos informativos, que tienen como objetivo prioritario la transmisión de informaciones sobre personas, lugares, acciones o acontecimientos, y los textos de opinión o interpretativos, que no responden a las características propias de la información, puesto que pretenden divulgar ideas y están muy vinculados con la creación personal. Los textos de opinión tienen muchos elementos comunes con el texto ensayístico, y a menudo se hace difícil, por último, son una mezcla creativa y abierta de información y opinión. Estos también pueden ser surgentes

## Temas y selección de la información
La información periodística busca, principalmente, temas de actualidad y de interés general. Los criterios para seleccionar temas de interés general suelen ser:
- Proximidad al destinatario: se prefieren acontecimientos que sean más cercanos al público en varios aspectos (geográfico, cultural, profesional...).
- Campo de incidencia, o eco público de los hechos, criterio mediante el cual se seleccionan los hechos que afectan además receptores potenciales.
- Interés humano, que hace preferibles aquellos acontecimientos que afectan los sentimientos, los casos de conflictividad social o política, o aquellos que tienen más dramatismo.
- Significación de los protagonistas implicados en los hechos: autoridades, personajes públicos, etc.
- Curiosidad, que permite seleccionar hechos que pueden resultar inesperados, extraños o extravagantes para el público.

## La presentación y la composición
La peculiar  reportajes, anuncios, etcétera) independientes desde el punto de vista informativo. A la vez, estas unidades se agrupan en secciones de carácter temático, que pueden ser fijas (internacional, deportes, cartas al director, etcétera) o variables (críticas de libros, ciencia, etc)      .
Principio de relevancia: las informaciones más relevantes se presentan destacadas y diferenciadas mediante procedimientos formales. 
La presentación viene marcada por elementos formales que determinan la importancia relativa de unas informaciones sobre las otras: la ubicación (primera página/páginas internas), el espacio (superficie ocupada: toda la página, algunas columnas), y la tipografía (medida y tipo, sobre todo en los titulares).

## Estructura del texto periodístico
Prácticamente todos los géneros periodísticos presentan dos o tres partes diferenciadas tipográficamente: los titulares, el cuerpo o desarrollo y el lead o entrada.
- Los titulares. Aparecen destacados formalmente y pueden tener tres funciones diferentes: delimitar el texto (función de apertura), ofrecer los aspectos más relevantes del texto desde el punto de vista informativo (función de resumen) y llamar la atención del lector (función de captación de atención). Si aparece más de un titular, el principal recibe el nombre de título, que acostumbra a ir precedido del antetítulo (que puede añadir información o precisar el contenido) y seguido del subtítulo (que funciona como sumario de los aspectos informativos más importantes del texto).
- El lead o entrada. Es el primer módulo del cuerpo del texto. Tiene una función especial: ofrecer al lector un resumen más amplio que el obtenido por los titulares. Informa sobre los aspectos principales del acontecimiento.
- El cuerpo o desarrollo. En el cuerpo del texto se desarrollan los diferentes componentes de contenidos. Sacado de los géneros de opinión, que se caracterizan por su libertad de composición, el cuerpo de los discursos periodísticos se organiza también en módulos. Cada uno de estos módulos desarrolla un único tema o subtema y acontece una parte del texto bastante autónoma. Este tipo de composición permite omitir información o intercalar la nueva sin alterar la comprensión del resto de texto.
- Es una forma de comunicar cualquier acontecimiento importante

## Organización del texto periodístico
El texto periodístico se presenta organizado según estructuras diferentes que dependen de factores diversos, entre ellos el género al cual pertenecen.
- Estructura anticlimática o de pirámide invertida. Es la estructura más característica y consiste a ordenar los diferentes módulos de contenidos de acuerdo con el criterio de relevancia. Así, el desarrollo del texto se extiende desde el clímax, o módulo de máxima relevancia informativa, a la anticlímax, o punto de menor relevancia. Esta estructura es característica de los géneros informativos, principalmente de la noticia.
- Estructura de relato. Es la estructura que sigue un orden cronológico, formando una estructura de relato. Este relato cronológico acostumbra a codear con la aparición de elementos descriptivos, comentarios u opiniones. La estructura de relato es característica de la crónica.
- Estructura dialogada. Estructura en forma de diálogo, donde el entrevistador controla el desarrollo del discurso, asignando turnos e introduciendo temas. Es característica de la entrevista y de algunos reportajes.

## Aspectos sin usos verbales
El uso de la lengua a la prensa tiende a la objetividad, la claridad y la corrección. La objetividad se reconoce por la ausencia del sujeto en el enunciado y por la investigación de credibilidad (datos, testigos, cifras...). La claridad se manifiesta en el léxico y en la sintaxis. El léxico no ofrece dificultades de comprensión y, cuando se emplean tecnicismos, extranjerismos o siglas, se explican. La sintaxis tiende a evitar la complejidad.

## Grandes subgéneros periodísticos

### Noticia
La noticia es un texto breve de información sobre un hecho de actualidad reciente. No contiene opiniones personales del autor. Forma el grueso principal de los escritos que encontramos en la prensa escrita y responde a seis preguntas básicas: ¿quién?, ¿qué?, ¿cuándo?, ¿dónde?, ¿cómo? y ¿por qué? Consta del titular, el subtítulo (que incluyen quien y lo qué), la entrada (síntesis de los datos básicos) y el cuerpo (exposición de los datos en orden decreciente de importancia). Noticia es todo aquel hecho nuevo que resulte de interés para los lectores. O dado de otro modo, una noticia es un acontecimiento sorpresivo, estremecedor, trascendental... y, sobre todo, reciente. Una noticia contiene el relato de una información. Tiene que dar respuesta a los seis tipos de circunstancias denominadas las 5 W (What, Who, Where, When, Why) y una "H" (How) :
- qué ha pasado: los hechos
- quién lo ha hecho: el sujeto
- cómo ha sucedido: la manera
- dónde ha pasado: el lugar
- cuándo ha sucedido: el tiempo
- por qué ha sucedido: la causa

#### Estructura de la noticia
- El titular. Esta técnica consiste a situar en primer lugar aquellos hechos o datos que atraerán el interés del lector para ir progresivamente introduciendo otros detalles menos importantes. El uso de esta técnica implica además un orden en el relato; su pretensión es no querer decirlo todo a la vez. Conviene mantener el interés del lector espaciando adecuadamente los datos. No se trata de guardar ninguno de importante para el final sino de compasar la información y de esta manera no decaiga el interés de quien lee la noticia.

### El reportaje
El reportaje es un texto informativo, una noticia ampliada por lo cual se presta más al estilo literario que la noticia.
Es un género informativo desatado de la actualidad del momento. Generalmente, el reportaje sale de una recreación de algo que fue noticia, pero también de hechos que sin ser noticia, en el sentido más estricto del término, forman parte de la vida cotidiana.
El reportaje pretende subrayar las circunstancias y el ambiente que enmarcan un hecho.
Reportaje objetivo 
Trata sobre cualquier tema -que puede no ser de estricta actualidad- de manera documentada, porque el periodista lo considera de interés general. Es más extenso que la noticia e incluye elementos como: valoraciones de protagonistas o testigos de los sucesos, detalles de cifras y datos, y textos complementarios (fotografías, esquemas, y otros tipos de información gráfica).
Reportaje interpretativo;
Incluye, como en la crónica, información y opinión. Es más frecuente en los semanarios especializados que en los diarios, donde aparece de forma esporádica. No interesa la inmediatez de los acontecimientos. Los más característicos son fruto del "periodismo de investigación": después de un proceso de documentación que puede ser largo, el redactor ofrece sus conclusiones en forma de un conjunto de tesis que se ven apoyadas por los datos objetivos recogidas.

#### Estructura del reportaje
- El párrafo de apertura o la entradeta es un párrafo atractivo que tiene que suscitar la curiosidad del lector, tiene que incitar a seguir leyendo. Puede presentar los disparos tipográficos del lead (entradilla); es decir, estar escrito en letra negrita y separado del cuerpo de la noticia. Pero puede también aparecer integrado en el reportaje.

- El relato: Todo reportaje tiene que tener un orden en la exposición de los hechos. Este orden o hilo argumental responde a una intención: cronológica, biográfica, explicativa, crítica... Un reportaje no puede ser una suma de hechos. Cada párrafo tiene que estar conectado con el anterior por el que es importante definir este hilo conductor.

- El párrafo final tiene que ser escrito con cuidado, constituye el remate final que lo deja al lector el sabor de una buena lectura.

### Crónica;
Información presentada por un corresponsal o un enviado especial que informa de unos acontecimientos recientes que se analizan, se valoran y se interpretan. Se redacta en tercera persona y pertenece en áreas más o menos específicas: deportiva, judicial, política, etc. La crónica huye del estilo neutro de los discursos informativos y emplea los recursos lingüísticos para dotar a la crónica de amenitat, atractivo e, incluso, valor literario.

### Entrevista
Una entrevista es aquella en que el entrevistador se limita a exponer su conversación con un personaje mediante el sistema de pregunta y respuesta. Una entrevista contiene informaciones, opiniones, vivencias, etc. sobre algún tema de interés relevante. Este tema es fijado previamente por el entrevistador que tiene como misión fundamental formular las preguntas. En algunas ocasiones, el entrevistador puede saltar el orden previamente establecido en su guion de trabajo y, al hilo de una respuesta interesante, introducir una pregunta nueva. La entrevista es un diálogo extenso y profundizado entre un periodista y una persona conocida. Hay de dos tipos: las informativas, centradas en la opinión del entrevistado sobre hechos de actualidad, su trabajo, etc., y las psicológicas, basadas en la personalidad del entrevistado.

#### Estructura de la entrevista
- El primer párrafo o encabezamiento consiste en una presentación del personaje, se cita su edad, se expone su cargo, trabajo, dedicación, etcétera, se relata su trayectoria y se cuenta el motivo por el cual es entrevistado.
- A continuación se suceden las preguntas y respuestas sin otra intervención del periodista que el resumen de la conversación. La sucesión de preguntas y respuestas tiene que tener un hilo conductor que dé coherencia a las intervenciones del entrevistado. Por eso, un buen entrevistador tiene que tener un guion ordenado previo a la entrevista.

## Opinión
En este género, el enfoque sustancial es la opinión, y la información, si existe, queda relegada a un segundo plano. Ahora bien, la información tiene que acudir inmediatamente en socorro de este tipo de texto, es decir, cualquier opinión o visión subjetiva a razonar. Se trata de decirle al lector: sobre este tema yo entreveo como significados, y las razones son estas. 

### Editorial
Es un artículo de opinión de publicación obligada, pues define la línea de pensamiento de la revista, periódico etc. Es un género de opinión ligado a la actualidad del momento. La editorial reflexiona sobre el problema en cuestión con el objetivo de mostrar una determinada manera de enfocar. Estas reflexiones adoptan la forma de una argumentación fundamentada en informaciones. El carácter de la argumentación aspira a ser objetivo por eso usa un lenguaje sin valoraciones despectivas, unos argumentos razonados.

### Carta al director
Son textos escritos por los lectores para su publicación en una sección que los diarios han creado para este fin: Cartas al director, opinión de los lectores... Los temas son variados: hechos de actualidad, reflexiones más o menos literarias sobre cuestiones de la vida, pero también desacuerdos con alguna información, la editorial, un artículo de opinión, etc. Las formas son variadas. Generalmente son exposiciones argumentadas en las cuales los autores muestran su protesta sobre algo. Algunas cartas contienen relatos con el objetivo de mostrar una idea u opinión. Pertenecen al género periodístico de opinión.

### Artículo de opinión
Texto expositivo y argumentativo que trata cualquier tipo de tema con libertad expresiva. Es esto pero de una  manera de expresión, que ha sido utilizada a través de los tiempos por pensadores, políticos, sociólogos.

### Columna
Texto argumentativo que valora de manera personal una cuestión de actualidad. Se puede publicar a cualquier sección. Siempre ocupa el mismo lugar y con una periodicidad concreta, por eso suele aparecer acompañada de la fotografía del autor.

### Reseña
Es un artículo o escrito muy breve, correspondiente a una publicación periodística en un medio de comunicación masivo (periódico, revista, etc)

#### Estructura de la crítica
- Título: Siempre breve y valorativo y aporta una pista sobre el asunto principal de la obra;
- Ficha técnica: Después del título y antes del texto. Aporta el título de la obra, datos principales de los que han intervenido en la creación y puesta en escena de esta obra. Tiene que recoger el género de la obra. Tiene un tratamiento tipográfico diferente al del texto del cuerpo para diferenciarlo de este.
- Cuerpo de la crítica: Texto expositivo que plantea la tesis de la opinión que merece la obra al crítico.

### La tira cómica
Viñetas, que en muchas ocasiones, no necesitan incluir ningún texto para dejar muy clara la opinión de su autor sobre temas de máxima actualidad.

## Información
Es información todo aquel texto periodístico que transmite datos y hechos concretos, ya sean nuevos o conocidos con anterioridad. La información no incluye opiniones personales del periodista, ni juicios de valor. Por lo tanto, es incompatible con la primera persona.